# Nørre Haksted Sogn
Nørre Haksted Sogn (på tysk Kirchspiel Norderhackstedt) er et sogn i det nordlige Sydslesvig, tidligere i Vis Herred (Flensborg Amt) og delvis i Kær Herred (Skovlund), nu kommunerne Hørup, Nørre Haksted, Skovlund og delvis Lindved (Risbrig og Lindå) i Slesvig-Flensborg Kreds i delstaten Slesvig-Holsten.
I Nørre Haksted Sogn findes flg. stednavne:
- Bjørnshøj el. Bjørnshoved
- Hakstedgaard
- Højsmose el. Høgsmose
- Hørup (Hörup)
- Nykro
- Nørre Haksted (Norderhackstedt)
- Nørre Lindå
- Risbrig (Riesbriek)
- Skovlund (Schafflund)
- Spølbæk
- Spølbgaard
- Øster Lindå